# Tre Deckare löser Morrande monstrets gåta
Alfred Hitchcock och Tre Deckare löser Morrande monstrets gåta (originaltitel Alfred Hitchcock and the Three Investigators in The Mystery of Monster Mountain) är den tjugonde delen i den fristående Tre deckare-serien. Boken är skriven av M. V. Carey 1973 och utgiven på svenska 1976 av B. Wahlströms bokförlag med översättning av Hans Carlberg.

## Handling
Tre Deckare åker med Hans och Konrad till Sky Village i bergen för att träffa brödernas kusin Anna, som de inte träffat på många år. Men Anna, hennes man och övriga sällskapet beter sig mystiskt, och samtidigt går rykten om ett monster i bergen.